# Phthiracarus repetitus
Phthiracarus repetitus är en kvalsterart som beskrevs av Subías 2004. Phthiracarus repetitus ingår i släktet Phthiracarus och familjen Phthiracaridae. Inga underarter finns listade i Catalogue of Life.